# 河川地形
河川地形（かせんちけい）は、河川の侵食、運搬、堆積作用によって形成された地形のこと。

## 概要
河川を流れる水は地表面を削り（侵食）、砂や礫、泥を運び（運搬）、堆積させる。これらの過程を通して河川地形が形成される。その地形とは、地形のできる場所（高地や低地など）によって特徴が異なり、地表が削られた部分にできるもの、砂や礫が堆積した部分にできるものなど種類はさまざまである。こうした地形はその土地の景観や農業の形態、人々の生活にも関わってくる。河川が運河や用水路と区別することができるのもこのような点からである。

## 高地にできるもの

### 河谷
河流によってつくられる谷。これが谷の種類のなかでもっとも一般的であると言われる。
降水は、一部は蒸発し、一部は地中にしみ込み、それ以外の水は付近の最も低いところを流れる。その部分の土壌はとくに雨洗されて浅い凹みが生じる。一旦凹みができれば降水はますますこの部分に集まって流れ、その下方浸食によって凹みは深まり、一般に急な側壁を有する谷状の地形となる。とくに、幼年谷においてはV字谷を形成する。

### 河成段丘
河川の侵食によってつくられた階段状の地形。谷底の平坦面を段丘面、侵食によって生じた崖を段丘崖という。河成段丘はその構成物質、形成過程によって次のように分類される。
- 岩石段丘: 段丘の大部分が基盤岩で、表面のみが薄い河床の砂礫層となっている。

- 砂礫段丘: 段丘の大部分が砂礫層から成る。

ちなみに河成岸段丘の段丘面は地下水位が低く水に恵まれないため畑となるところが多い。段丘崖下には湧水がみられる。利根川支流の片品川流域や信濃川流域の新潟県津南町などが好例。
　

## 低地にできるもの

### 堆積平野
河川や海洋の堆積作用によって形成された平野。

#### 沖積平野
とくに、平野の形成が純粋に河川の堆積作用のみで、現在もなお堆積が進行している様な場合には沖積平野という。また、もっとも新しい地質時代である完新世の堆積物からなる平野である、という別の定義もあるようだ。

#### 谷底平野
谷の中を流れる河川の側方浸食によってできる。谷が刻まれている山地の地形の性質によって、その性質も異なる。幼年山地にみられる谷底平野は谷壁が急で、谷底と斜面との境界が明らかである。それに対し老年山地にみられる谷底平野は、谷壁が緩やかな斜面となっていて、徐々に平野面にうつる。

#### 扇状地
扇状地は、山の中の谷を流れる急流性の河川が山の麓につくる堆積地形。半円錐状の形をしている（字面のとおり扇形ともいう）。谷中では河川の流れが急なため供給される砂礫は容易に運搬されるが、山から離れると流路の勾配が急に緩やかになるため堆積するので、このような地形が出来上がる。扇状地はその構成物質が粗い砂礫であるから、水の浸透量が極めて大きい。そのため、豊富な用水が得られなければ全面水田化は難しい。場所によって様々な利用のされ方がある。
- 扇頂: 扇状地の最上流部。河川の流水は表出している。堆積物は巨礫が多くて傾斜が急なため、土地利用は遅れている。
- 扇央: 扇状地の中央部分。砂礫から成る堆積層が厚いため、河川水は伏流し水無川になることが多い。水利にあまりめぐまれないため、畑や果樹園などとして利用される。
- 扇端: 扇状地の末端部。扇状地の斜面が低地の平坦面に移るところ。伏流水が地表に湧出するため水利に恵まれ、集落が立地し水田開発が行われる。

#### 三角州
三角州は、河川が運んできた砂や粘土が河口付近に堆積してできた、低平な地形である。三角州上の河川は河口付近に来ると分流する傾向があり、二つの分流路と海岸線との間の陸地をなす洲の平面の形がギリシア文字のΔ（デルタ）に似ているところから、デルタ→三角州と名付けられた。平面形態は堆積物の量、河口や海岸の水深・地形、沿岸流の強さなどによって変化する。三角州の分類には、円弧状三角州、鳥趾状三角州、カスプ状三角州がある。

#### 自然堤防

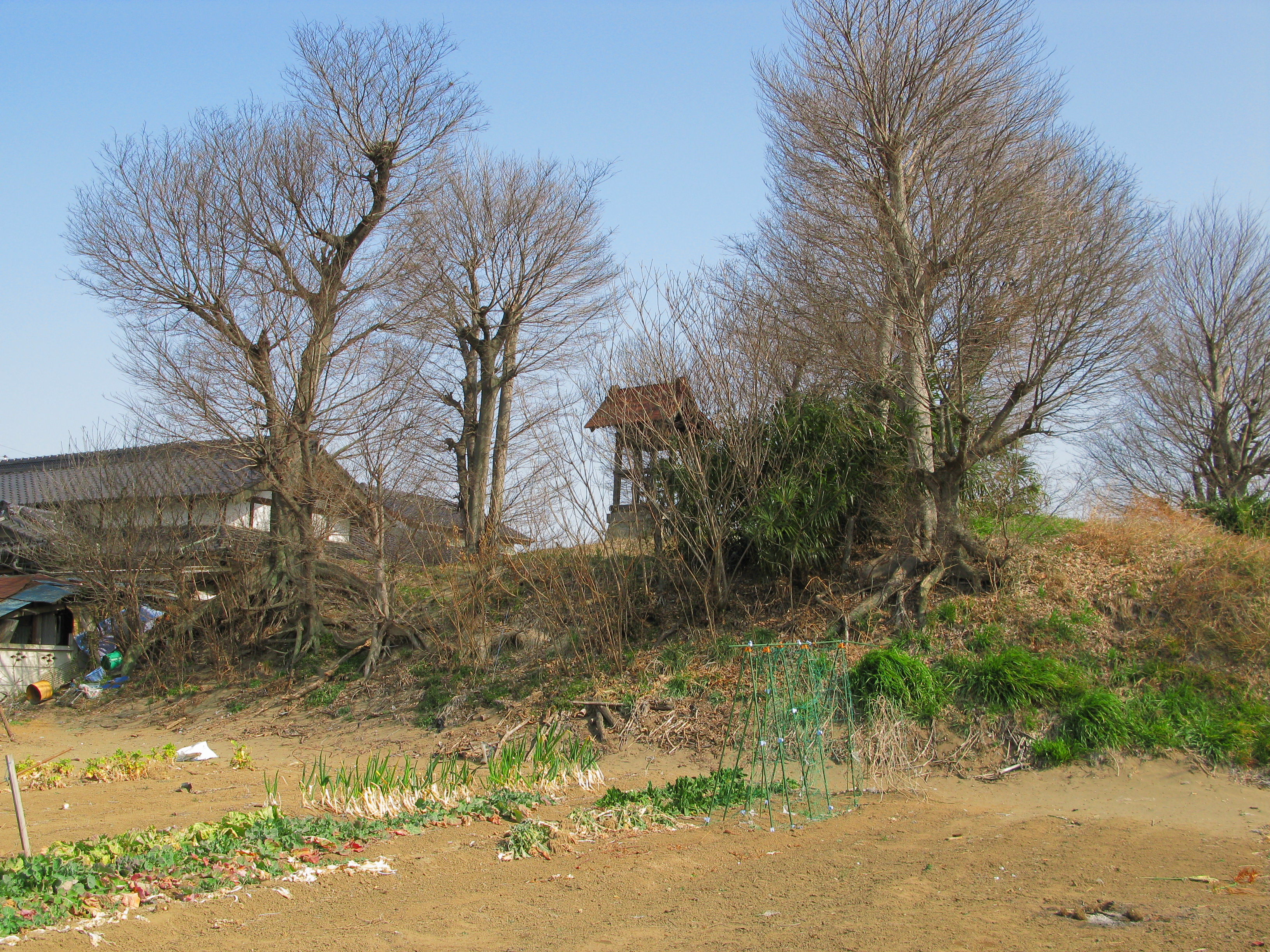
会の川（昔の利根川）の自然堤防。高さ約2.5mと比較的大規模である。

河川や旧河道の両側に発達する。周囲より1～3mも高く微高地となっている。このような隆起が生じるのは、洪水時に水が流路から溢れ出す際に水が急に広い土地に配分されるため、溢水の深さはこれまで流路の内部にあったときに比べて急に減少することになり、そのため溢水の水流と地表との摩擦の影響が強くなり、流速が減少することで運搬力が失われ堆積が行われるからである。最も多量に堆積する所は最初に流速の急減した流路の両側であり、そこから外側へいくに従って堆積物の量も大きさも減少するので、結局流路にそって高く、外側に向かって緩斜する隆まりが生じる。これが自然堤防である。
人間は昔から、自然堤防をえらび住み着いたので、古くからの民家がある。一般に砂質のシルト層が表層に見られ、民家として利用されるほか、畑であることが多い。

#### 後背湿地
自然堤防背後に形成された浅い盆状の湿地。洪水時に河道からあふれ出た水が自然堤防にさえぎられて溜まり、沼沢地となったもの。河川や旧河道からは遠く離れているが、土地が低いためジメジメしている。日本では人工的に排水されて、水田として利用されることが多い。

#### 三日月湖
河川が蛇行すると、流路が一部切れて三日月形に残ることがある。そのような河跡湖を三日月湖という。洪水時に流路の短縮が起こること、蛇行が激しくなることで形成される。牛角湖ともいう。